# Marilyn vos Savant
Marilyn vos Savant (11 d'agost de 1946, St. Louis, Missouri) és una escriptora i periodista (columnista) estatunidenca. És coneguda gràcies a la seva aparició al Llibre Guinness dels rècords com la persona, en aquells moments, amb el coeficient d'intel·ligència més alt del món. Des de 1986 escriu una columna dominical a la revista Parade anomenada Ask Marilyn, on resol trencaclosques i respon a qüestions dels lectors sobre una gran diversitat de temes.

## Publicacions
- 1985 - Omni I.Q. Quiz Contest
- 1990 - Brain Building: Exercising Yourself Smarter (escrita amb Leonore Fleischer)
- 1992 - Ask Marilyn: Answers to America's Most Frequently Asked Questions
- 1993 - The World's Most Famous Math Problem: The Proof of Fermat's Last Theorem and Other Mathematical Riddles
- 1994 - More Marilyn: Some Like It Bright!
- 1994 - "I've Forgotten Everything I Learned in School!": A Refresher Course to Help You Reclaim Your Education
- 1996 - Of Course I'm for Monogamy: I'm Also for Everlasting Peace and an End to Taxes
- 1996 - The Power of Logical Thinking: Easy Lessons in the Art of Reasoning… and Hard Facts about Its Absence in Our Lives
- 2000 - The Art of Spelling: The Madness and the Method
- 2002 - Growing Up: A Classic American Childhood